# Charles Colville
Pour les articles homonymes, voir Colville.
Né le 7 août 1770 et mort le 27 mars 1843, Charles Colville est un militaire britannique qui participe à la guerre d'indépendance espagnole, à des actions belliqueuses à proximité de la bataille de Waterloo et atteint le grade de lieutenant général. Il est par ailleurs gouverneur de Maurice du 17 juin 1828 au 3 février 1833.
Charles Colville apparaît dans Les Misérables de Victor Hugo.